# Pallacanestro Petrarca
El  Basket Patavium A.S.D. es un equipo histórico de baloncesto italiano con sede en la ciudad de Padua. Pertenece al Gruppo Petrarca Basket, que a su vez forma parte del Unione Basket Padova. Actualmente compite en la Promozione, la sexta división del baloncesto en Italia.

## Historia
La Pallacanestro Petrarca Padova se fundó en Padua en 1934 gracias a unos estudiantes del Collegio Antonianum de los jesuitas. Fue refundada dos veces, en 2001 y 2004.

## Jugadores destacados
- Radivoj Korać
- Doug Moe
- Darren Morningstar
- John Fox